# Shark Fin Glacier
Shark Fin Glacier är en glaciär i Antarktis. Den ligger i Östantarktis. Nya Zeeland gör anspråk på området. Shark Fin Glacier ligger 1 737 meter över havet.
Terrängen runt Shark Fin Glacier är kuperad åt sydost, men åt nordväst är den bergig. Trakten är obefolkad. Det finns inga samhällen i närheten. 